# La Bottine souriante
La Bottine souriante est un groupe canadien de musique traditionnelle, originaire du Québec. C'est l'un des plus anciens groupes de musique traditionnelle québécoise en activité. Au fil des années, le groupe a réussi à percer à l’international. Le groupe a reçu trois prix Juno et plusieurs prix Félix.

## Histoire

### Années 1970–1990
Le groupe est formé en 1976, avec comme membres André Marchand, Yves Lambert, Mario Forest.
Le groupe s'est depuis produit aussi bien en Amérique du Nord qu'en Europe. Son ascension est favorisée par le regain d'intérêt de la jeunesse pour la musique traditionnelle. En plus des instruments classiques de ce registre, le groupe s'est agrandi en accueillant une section de cuivres en 1991. En 2006, il effectue des prestations en Océanie pour la première fois. Un an plus tard, ils recrutent Gilles Cantin et Pierre Laporte et Jacques Landry au sein du groupe. Jacques Landry restera juste cette année. En 1978, ils intègrent Lisa Ornstein au sein du groupe, première femme de l'histoire de La Bottine, qui quittera le groupe l'année suivante.
En 1980, Guy Bouchard intègre le groupe comme second violoneux. En 1981, Pierre Laporte quitte le groupe. Martin Racine le remplace comme principal violoneux. Gilles Cantin quitte le groupe. En 1982, Guy Bouchard quitte le groupe. Daniel Roy intègre le groupe au flageolet et percussions. Bernard Simard (guitare, chant) remplace Gilles Cantin en 1984, Daniel Roy et Mario Forest quittent la formation en 1985, Bernard Simard quitte le groupe et Michel Bordeleau l'intègre en 1987 et Régent Archambault (contrebasse) et Denis Fréchette (piano, trompette) intègrent le groupe et Denis Fréchette amène le piano en 1988. En 1990, André Marchand quitte le groupe. En 1991, les cuivres arrivent avec La Bottine et changent petit à petit les couleurs du groupe, Laflèche Doré à la trompette, Robert « Bob » Ellis aux percussions et au trombone basse, André Verreault au trombone et Jean Fréchette au saxophone. Laflèche Doré décède en 1993, et Ron Di Lauro arrive dans le groupe, à la trompette par intérim, en 1994. 1995 : Jocelyn Lapointe intègre le groupe à la trompette. 1997 : Martin Racine quitte son poste, André Brunet lui succède au titre de violoneux.

### Depuis les années 2000

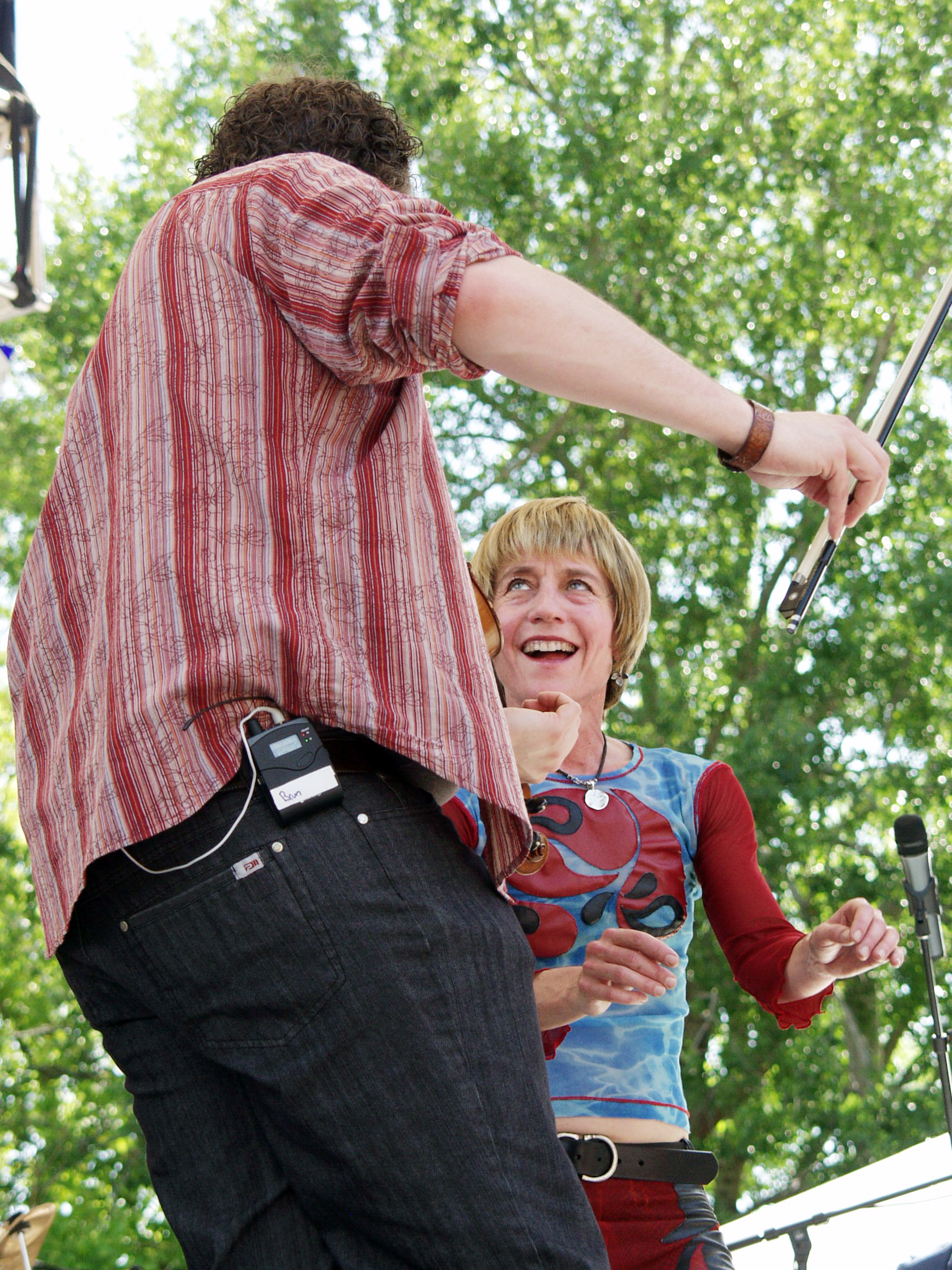
Le fiddler André Brunet et la danseuse Sandy Silva pendant le Festival international de Louisiane de 2006.

En 2000, Denis Fréchette prend sa retraite, Pierre Belisle le remplace au piano. La même année, La Bottine souriante joue pour la Saint-Jean-Baptiste au parc Maisonneuve le tout télédiffusé sur les ondes de Radio-Canada pour l'émission Pour toi Québec, 2000 fleurs de lys . À partir de 2002, des membres historiques quittent le groupe et il faudra attendre 2008 pour que la formation atteigne sa composition actuelle. Elle donnera lieu à la sortie de l'album Appellation d'origine contrôlée en 2012. Le jeune Pierre-Luc Dupuis à l'accordéon et Éric Beaudry à la guitare et podorythmie arrivent. Sandy Silva, danseuse percussive, intègre aussi le groupe. Elle est la deuxième femme à jouer au sein de La Bottine souriante. En 2006, André Brunet quitte le groupe. David Boulanger le remplace comme violoneux. En 2008, Pierre-Luc Dupuis et Régent Archambault cèdent leur place au sein du groupe. Benoit Bourque à l'accordéon et François Marion à la contrebasse les remplacent.
En 2010, La Bottine souriante joue à la cérémonie de clôture des jeux de Vancouver. En 2012, La Bottine ajoute un deuxième violon au groupe en la personne de Jean-Francois Gagnon-Branchaud (Hommage aux Aînés).
En 2021, Olivier Salazar remplace Pierre Pedro Belisle comme claviériste de la formation. En 2023, ils sortent l'album Domino. L’année suivante, ce même album remportera le Félix de l’Album de l’année – Traditionnel au Gala de l’ADISQ 2024.

## Membres

### Membres actuels
- Éric Beaudry – podorythmie, voix, guitare, bouzouki, mandoline[13]
- David Boulanger – violon, voix, podorythmie, percussions[13]
- Robert « Bob » Ellis – trombone basse, tuba, percussions, voix[13]
- Jean Fréchette : saxophone, flûte traversière, flageolet, clarinette, percussions, voix[13]
- Jean-François Gagnon-Branchaud – voix, violon, mandoline, podorythmie, guitare[13]
- Mathieu Gagné – contrebasse, basse électrique, voix[13]
- Jocelyn Lapointe – bugle, trompette, voix[13]
- Olivier Salazar – claviers, piano, voix[13]
- Sandy Silva – danse percussive[13]
- Timi Turmel – accordéon, voix[13]
- André Verreault – trombone[13]

### Anciens membres
- Yves Lambert – voix, accordéon, harmonica, guimbarde (1976-2002) (membre fondateur)
- André Marchand – voix, guitare, piano, podorythmie (1976-1990) (membre fondateur)
- Mario Forest – harmonica, voix (1976–1979, 1980–1985) (membre fondateur) †
- Gilles Cantin – voix, guitare, podorythmie (1977-1981) (membre fondateur) †
- Pierre Laporte – violon, mandoline, podorythmie, voix (1977-1981)
- Guy Bouchard – guitare, violon, voix (1980-1982)
- Martin Racine – violon, guitare, mandoline, mandola, voix (1980-1997)
- Daniel Roy – flageolet, guimbarde, os, bodhran, voix (1982-1985)
- Jacques Landry – bodhran, os (1977)
- Lisa Ornstein – violon, piano (1978-1979)
- Bernard Simard – voix, guitare (1984-1987) †
- Michel Bordeleau – voix, mandoline, violon, guitare, caisse claire, podorythmie (1987-2002)
- Denis Fréchette – piano, accordéon-piano, percussions, guitare, voix (1988-2000) †
- Laflèche Doré – trompette (1991-1993) †
- Ron Di Lauro – trompette, bugle (1994)
- André Brunet – violon, guitare, percussions, podorythmie, voix (1997-2006)
- Pierre-Luc Dupuis – voix, accordéons, harmonica (2002-2008)
- Régent Archambault – contrebasse, basse électrique, voix (1991-2008)
- Pierre « Pedro » Belisle – piano, accordéon-piano, hammond B3, trompette (2000-2021)
- Benoit Bourque – accordéon, osselets, guimbarde, gigue, voix (2009-2022)
- François Marion – contrebasse, basse électrique, voix (2009-2022)
- Louis-Simon Lemieux - harmonica, voix (2023)

## Discographie

### Compilations
- 2001 : Anthologie
- 2002 : Dance with LBS
- 2005 : Anthologie II

### Collaborations
- 1995 : La vache en Alaska avec Carmen Campagne
- 1998 : Fire in the Kitchen avec les Chieftains

### Vidéo
- 2007 : Comme des démons ! (DVD)